# Pfarrkirche Raab

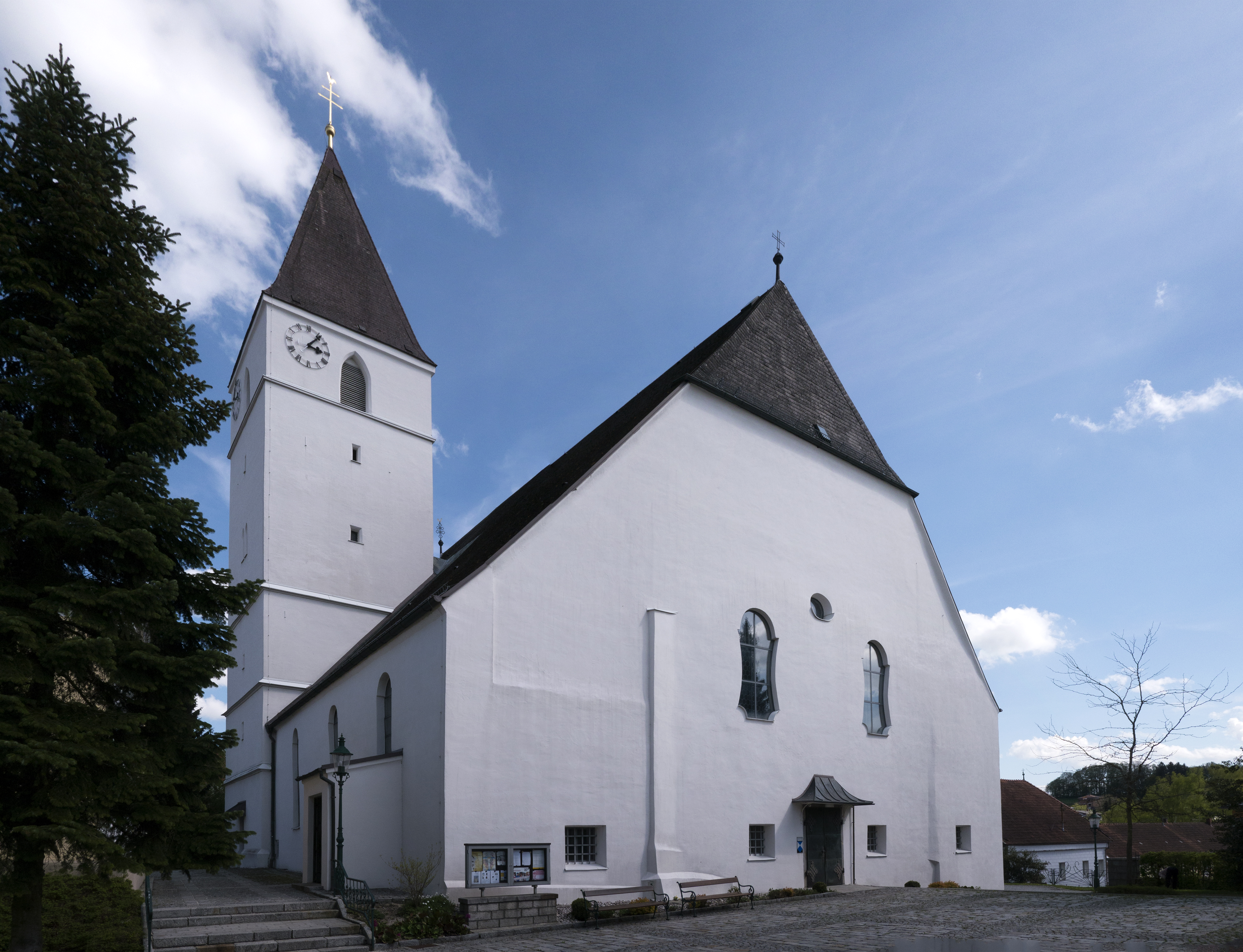
Kath. Pfarrkirche hl. Michael in Raab in Oberösterreich

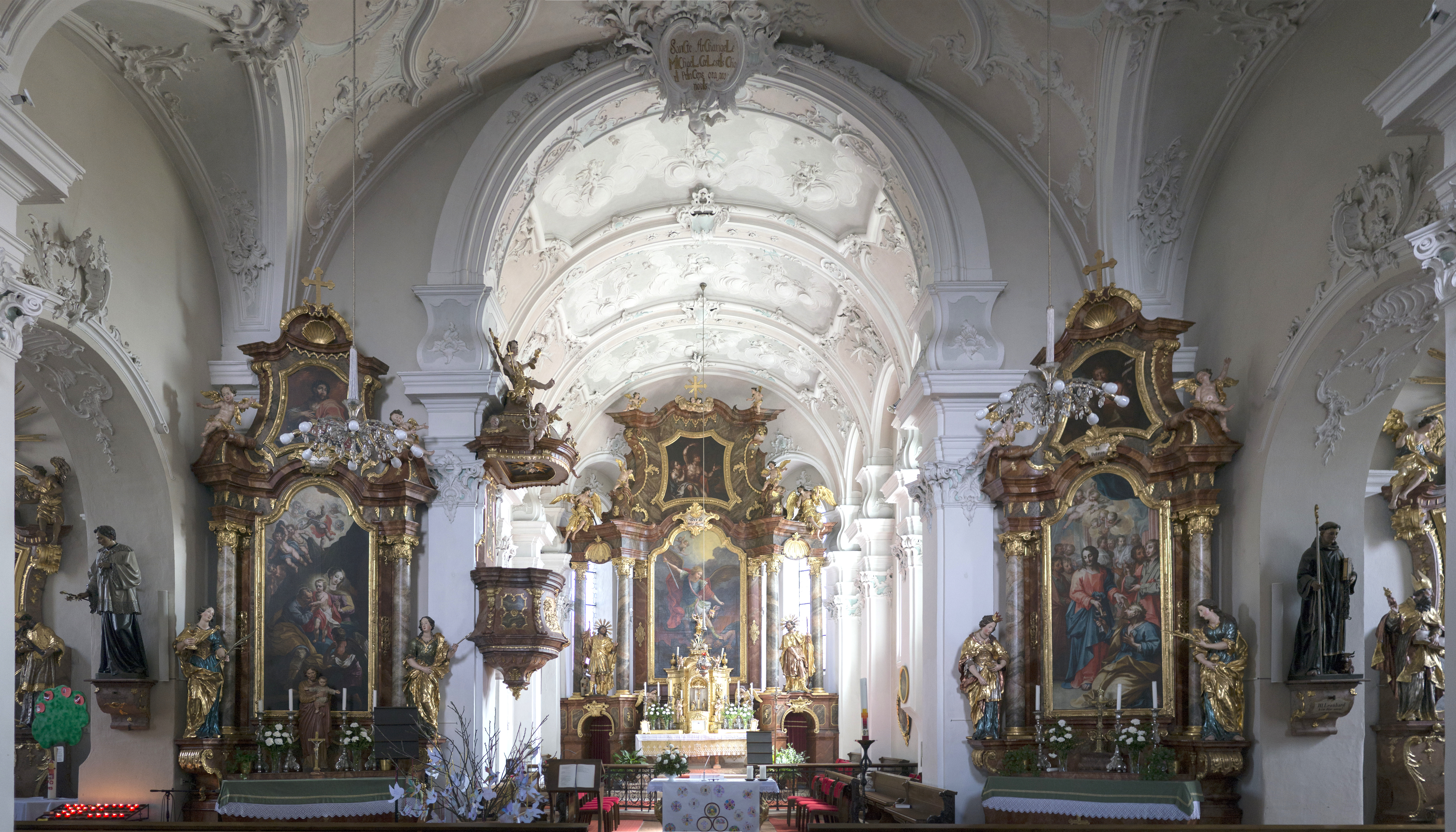
Im Mittelschiff zum dreijochigen Chor

Die römisch-katholische Pfarrkirche Raab steht im Ort Raab in der Marktgemeinde Raab im Bezirk Schärding in Oberösterreich. Die auf den Heiligen Erzengel Michael geweihte Kirche gehört zum Dekanat Andorf in der Diözese Linz. Die Kirche steht unter Denkmalschutz.

## Geschichte
Eine Kirche wurde im 12. Jahrhundert urkundlich genannt. Die gotische Kirche wurde von 1753 bis 1755 barock erweitert und gestaltet.

## Architektur
Der zweischiffige gotische Kirchenbau wurde mit der Entfernung der gotischen Mittelpfeiler und dem Anbau von Seitenschiffen zur barocken dreischiffigen dreijochigen Kirche mit einem Stichkappentonnengewölbe ausgebaut. Trotz gemeinsamer Firstlinie des Satteldaches ist der eingezogene dreijochige Chor mit einem Dreiachtelschluss und abgetreppten Strebepfeilern im Kircheninneren niedriger. Die Decken und Wände sind innen reich mit Stuck im Stil des Rokoko wohl von Johann Baptist Modler versehen. Der mächtige gotische Turm im nördlichen Chorwinkel trägt ein Zeltdach und beinhaltet im Erdgeschoß die Sakristei mit einem achtteiligen Sternrippengewölbe.

## Ausstattung
Der Hochaltar aus 1755, die gesamte Chorbreite ausfüllend, wurde 1873 restauriert. Die Seitenaltäre im Mittelschiff schuf der Bildhauer Franz Stadler (um 1755). Der rechte Seitenaltar zeigt das Gemälde Schlüsselübergabe Petri von Michael Steiner. Die Seitenaltäre um 1760/1770 in den Seitenschiffen tragen wahrscheinlich Arbeiten von Matthias Kager. Die Kanzel aus 1755 schuf Franz Stadler. Die geschnitzten Stuhlwangen sind aus 1755. Das Taufbecken ist aus dem 16. Jahrhundert. Es gibt figurale Grabsteine aus dem 15. bis 18. Jahrhundert.